# Кінопалац (мережа кінотеатрів)
Кінопалац — найстаріша мережа кінотеатрів України, засновником і власником якої є Богдан Батрух. Перший кінотеатр від мережі відкрили в Києві 1998 року. Станом на травень 2019 року мережа «Кінопалац» налічує 12 кінотеатрів по всій Україні, разом в яких розміщується 19 екранів.

## Кінотеатри
Львів
- «Кінопалац», Адреса: м. Львів, вул. Театральна, 22. Вебсайт: http://kinopalace.lviv.ua/page/kinopalac [Архівовано 15 лютого 2016 у Wayback Machine.]. Кількість екранів: 3, на 290 і 88 та 18 місць. Відкрито у квітні 2002 року.[2]
- «Кінопалац» «Коперник», Адреса: м. Львів, вул. Коперника, 9. Вебсайт: http://kinopalace.lviv.ua/page/kopernik [Архівовано 13 лютого 2016 у Wayback Machine.] Кількість екранів: 2, на 146 місць та 25 місць. Відкрито 2004 року.[2]
- «Кінопалац» ім. О.Довженка, Адреса: м. Львів, просп. Червоної Калини, 81. Вебсайт: http://kinopalace.lviv.ua/page/si-zal-dovjenko [Архівовано 9 лютого 2016 у Wayback Machine.] Кількість екранів: 1, на 196 місць. Відкрито 2007 року[3] .

Чернівці.
- «Кінопалац — Чернівці», Адреса: м. Чернівці, вул. Університетська, 10. Вебсайт: http://kino3d.cv.ua/ [Архівовано 14 лютого 2016 у Wayback Machine.] / Кількість екранів: 2, на 420 та 47 місць. Відкрито у вересні 2007 року[4].

У 2006 власники мережі «Кінопалац» розірвали угоду з Кінопалацом імені Ольги Кобилянської й уклали нову угоду з кінотеатром «Чернівці» й з 2006 по 2015 кінотеатр «Чернівці» був єдиним офіційним представником мережі кінотеатрів «Кінопалац» у Чернівцях.
Рівне
- Кінопалац «Україна», Адреса: м. Рівне, майдан Незалежності, 2. Вебсайт: http://kino.rv.ua/ [Архівовано 8 серпня 2012 у Wayback Machine.]. Кількість екранів: 2, на 302 та 377 місць. Відкрито у 1990-х роках (з 1967 по 1990-сті роки назва була «Кінотеатр Жовтень»), у 2011 році проведено реконструкцію кінотеатру.[6].

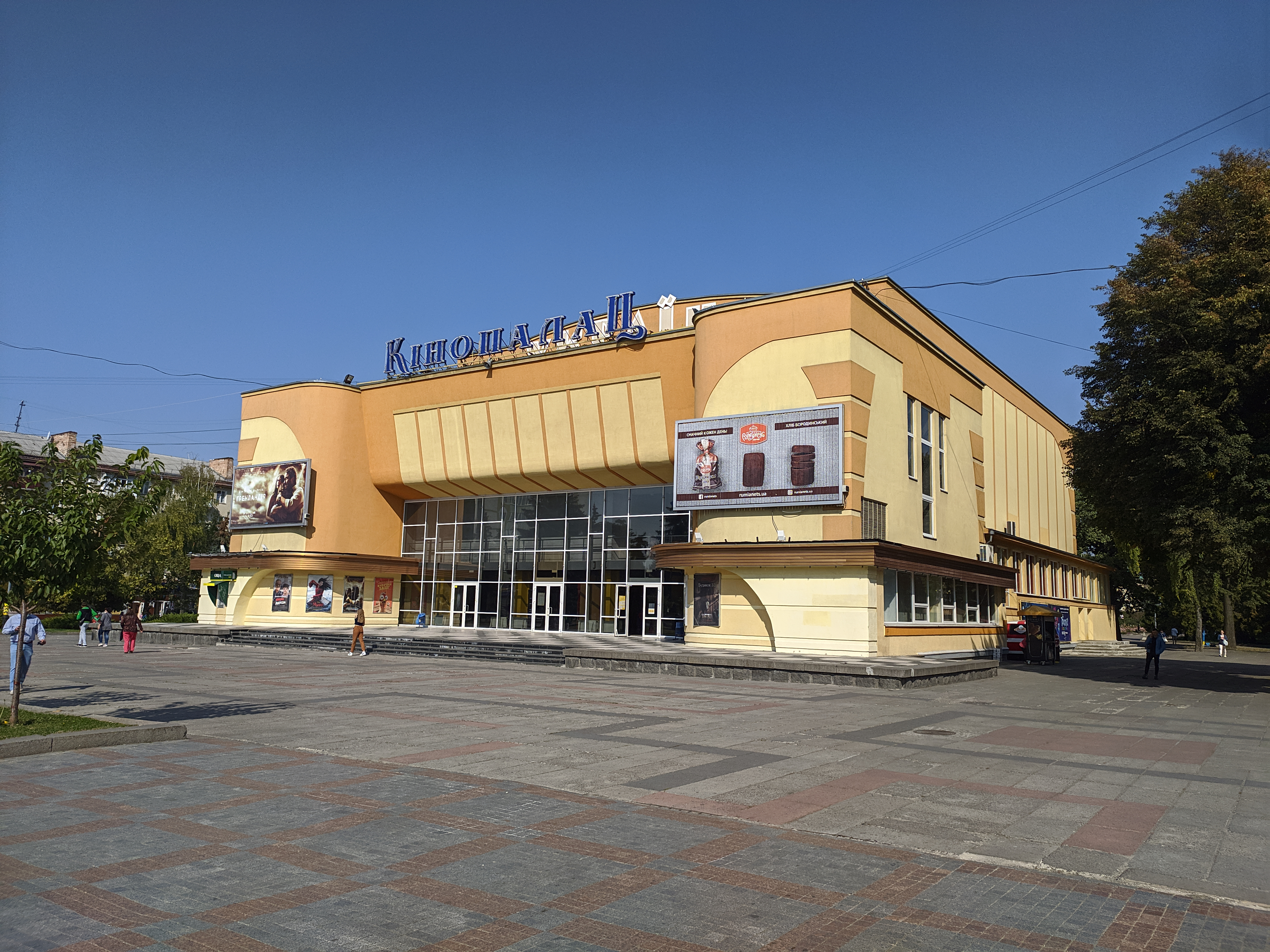
Кінопалац «Україна» в м. Рівне 2020 рік

Суми
- «Кінопалац — Дружба», Адреса: м. Суми, пр-т Шевченка, 20. Вебсайт: http://www.kino.sumy.ua [Архівовано 1 квітня 2022 у Wayback Machine.]. Кількість екранів: 1, на 516 місць. Відкрито ? року[7] .

Миколаїв
- «Кінопалац» — «Піонер», Адреса: м. Миколаїв, вул. Декабристів, 21. Вебсайт: http://pioner-kino.com.ua/ [Архівовано 13 травня 2015 у Wayback Machine.] / . Кількість екранів: 2, на 105 та ? місць. Відкрито у листопаді 2003 року.[8]

Бердянськ
- Кінопалац — «Космос», Адреса: м. Бердянськ, пр. Азовський 35/2, Запорізька область. Вебсайт: https://www.instagram.com/kinopalace_kosmos/. Кількість екранів: 1 зал на 303 місця, 2 зал на 97 місць[джерело?]. Відкритий 1 липня 2013 року (працював раніше до 2008 року як окремий кінотеатр)[9]

Нова Каховка
- Кінопалац — «Юність», Адреса: м. Нова Каховка, вулиця Першотравнева, 25, Херсонська область, 74900. Кількість екранів: 1, на ? місць. Вебсайт:  https://vk.com/club105435837 Відкрито 4 вересня 2015[10][11]

Павлоград
- «Кінопалац — Олімпія». Адреса: м. Павлоград, вул. Горького 16 (ТЦ Олімпія), 1. Вебсайт: http://pavlograd-online.com.ua/kinopalac/ [Архівовано 4 червня 2017 у Wayback Machine.] Кількість екранів: 1, на 144 місць. Вступив до мережі Кінопалац 2017 року.

Вінниця
- Кінопалац — «МИР» у ТРЦ МИР, Адреса: м. Вінниця, вулиця Келецька , 57, Вінницька область. Кількість екранів: 1, на 224 місць. Вебсайт: http://kinopalac.com.ua/vinnitsa/ [Архівовано 14 квітня 2019 у Wayback Machine.][12]

Сєвєродонецьк
- Кінопалац — «Оскар» у ТРЦ Джаз, Адреса: м. Сєвєродонецьк, проспект Центральний, 46, Луганська область, 93400. Кількість екранів: 2, на 102 і 76 місць. Вебсайт: http://kinopalac.com.ua/severodonetsk/ [Архівовано 15 травня 2019 у Wayback Machine.][13]

## Колишні учасники мережі Кінопалац
Київ
- «Кінопалац»[14]. Адреса: м. Київ, вул. Інститутська, 1. Вебсайт: http://www.kino.kiev.ua [Архівовано 13 червня 2005 у Wayback Machine.]. Кількість екранів: 1, на 122 місць. Відкрито 1998 року[15].

Примітка: Київський Кінопалац перестав працювати після Євромайдану, коли будівля кінотеатру була пошкоджена бійцями Внутрішніх Військ МВС під час одного з штурмів 18 лютого 2014 року.
Донецьк
- «Кінопалац — Зірочка», Адреса: м. Донецьк, вул. Університетська, 57. Вебсайт: http://www.kino.dn.ua [Архівовано 16 серпня 2018 у Wayback Machine.] / http://vk.com/kinopalaczvezdochka [Архівовано 9 жовтня 2014 у Wayback Machine.]. Кількість екранів: 4, на 298, 105, 20 та 20 місць. Відкрито у жовтні 2002 року (1961—2002 роках був «Кінотеатром Зірочка»).

Примітка: На початку 2015 року кінотеатр вийшов з мережі Кінопалац, і відповідно змінив назву з «Кінопалац Зірочка» на «Кінотєатр Звьоздочка» Сам кінотеатр продовжує працювати, незважаючи на Війну на сході України 2014—2016 років, але станом на 2016 рік, фільми в кінотеатрі «Зірочка» йдуть з російським дубляжем' та відставанням на декілька місяців від прем'єр.'
Полтава
- «Кінопалац ім. І. П. Котляревського»[19], Адреса: м. Полтава, вул. Жовтнева, 31. Вебсайт:. Кількість екранів: 1, на 150 місць. Відкрито ? року, планувалася реставрація у 2013 році[20]. 3 квітні 2015, з зв'язку з закінченням дії оренди на приміщення, кінотеатр зачинився[21].
- Кінопалац Колос[22], Адреса: м. Полтава, вул. Гоголя 22. Кількість екранів: 1, на 120 місць. Повторно відкрито у 2013 році. Планувалася реставрація будівлі кінотеатру у 2013 році.[20], але у 2014 році кінотеатр зачинився і вийшов з мережі «Кінопалац».[23]

Кременчук
- «Кінопалац», Адреса: м. Кременчук, вул. Жовтнева 33. Кількість екранів: 1, на 130 місць. Відкрито ? року. Закрито ? року.

Житомир
- Кінопалац — Жовтень, м. Житомир, площа Рад, 11, припинив свою діяльність 2009 року.[24][25]

Тернопіль
- Кінопалац (колишня назва Кінотеатр імені Івана Франка) м. Тернопіль, припинив свою діяльність через заборгованість 2009 року.[25][26][27]

Черкаси
- Кінопалац — Салют [Архівовано 4 червня 2018 у Wayback Machine.], м. Черкаси, вул. Хрещатик, 170. Збудований у 2001 році. З 2010 року належить мережі «Мультиплекс»[28][29].

Чорноморськ
- Кінопалац Нептун[30], м. Чорноморськ, Одеська область. Увійшов до мережі Кінопалац у 2002 році[31] та тимчасово припинив свою діяльність у 2011 році[32]. В кінці 2011 року кінотеатр знову запрацював, але вже не як частина мережі Кінопалац.

Харків
- Кінопалац [Архівовано 18 лютого 2022 у Wayback Machine.], Харків, вул. Сумська, 25. Почав працювати 1 вересня 2000 року[33] і припинив своє існування 2011 року[34]

Дніпро
- «Кінопалац — Батьківщина» [Архівовано 18 лютого 2022 у Wayback Machine.]. Адреса: м. Дніпро, вул. Столярова, 1. Кількість екранів: 2, на 725 місць. Вступив до мережі Кінопалац 7 травня 2001 року[35][36]. Вийшов з мережі у 2003 році, а у 2014 припинив існування.
- «Січ»

## Власники
Засновником та власником кінотеатральної мережі Кінопалац є польсько-канадський бізнесмен українського походження Богдан Батрух

## Дочірні компанії
Компанія входить у мережу активів Богдана Батруха:
- B&H Film Distribution Company — українська кінодистриб'юторська компанія.
- Le Doyen Studio — українська студія дублювання відео-продукції.
- Агенція Сінема — рекламна агенція створена у 2003 році, як підрозділ B&H Distribution Company, що займається розміщенням реклами у кінотеатрах.
- B&H Classic Films — в минулому компанія, яка займалася виробництвом та розповсюдженням ліцензійної продукції Дісней на DVD та Blu-Ray в Україні. Проіснувала з 2012 по 2014 рік.